# Tunnel van Vielha
De tunnel van Vielha (Spaans: tunnel de Viella of tunnel Juan Carlos I) is een tunnel voor het wegverkeer onder de hoofdkam van de Pyreneeën in de Spaanse gemeente Vielha e Mijaran. De route door de tunnel, de N-230, verbindt het Val d'Aran in het noorden met de rest van de provincie Lleida in het zuiden. De huidige tunnel werd geopend in 2007 en vervangt een oudere tunnel die dateert van 1948 (de tunnel Alfons XIII).

## Situering
Het Val d'Aran is een van de weinig Spaanse gebieden die ten noorden van de Pyreneeën liggen. Het gebied was lange tijd Frans grondgebied. Het werd naar Spanje overgeheveld in 1659, dit was zo vastgelegd in de Vrede van de Pyreneeën. De tunnel ligt onder de 2290 meter hoge Port de Vielha. Deze hoge bergpas is tezamen met de 2072 meter hoge Port de la Bonaigua (en het nabije 1870 meter hoge Plan de Beret) de enige toegang vanuit Spanje tot het Val d'Aran. Over de hoge Port de Vielha is nooit een weg aangelegd en tot de aanleg van de tunnel van Vielha speelde de Port de la Bonaigua een belangrijke rol in de verbinding tussen noord en zuid doorheen de hoge Centrale Pyreneeën waar er weinig andere noord-zuid verbindingen zijn (naast de tunnel van Bielsa). De tunnel van Viella heeft uitzonderlijk lage toegangen op een hoogte van slechts 1400 meter (noord) en 1605 meter (zuid). Desondanks was de (oude) tunnel soms gesloten vanwege hevige sneeuwval op de toegangswegen. De tunnel speelt een belangrijke rol als noord-zuidverbinding door de hoge Centrale Pyreneeën. Negen kilometer ten westen van de tunnel ligt de Aneto, de hoogste bergtop van de Pyreneeën. Ten zuidoosten ligt de Besiberri. In de toekomst zal de N-230 verder uitgebouwd worden tot autovía A-14.

## Geschiedenis
De bouw van de eerste tunnel onder Port de Vielha startte 1926. De tunnel zou pas 22 jaar later geopend kunnen worden voor het verkeer, onder meer door de Spaanse Burgeroorlog. De tunnel werd vernoemd naar Alfons XIII. In de jaren 80 begon de oude tunnel te krap te worden en in de jaren 90 werden plannen gemaakt voor een nieuwe tunnel, parallel aan de eerste. In 2000 werd de (oude) tunnel beschouwd als de meest gevaarlijke tunnel van Europa. In januari 2002 begonnen de bouw van de nieuwe tunnel en deze werd bijna zes jaar later, op 4 december 2007, geopend. De nieuwe tunnel werd vernoemd naar de Spaanse koning Juan Carlos I.  De oude tunnel wordt nu nog gebruikt als een evacuatieroute en heeft een enkele rijstrook langs waar vrachtwagens met gevaarlijke of brandbare lading worden geleid. De nieuwe tunnel heeft een enkele rijbaan met twee rijstroken voor het verkeer in zuidelijke richting en een enkele rijstrook voor het verkeer in noordelijke richting.

## Foto's

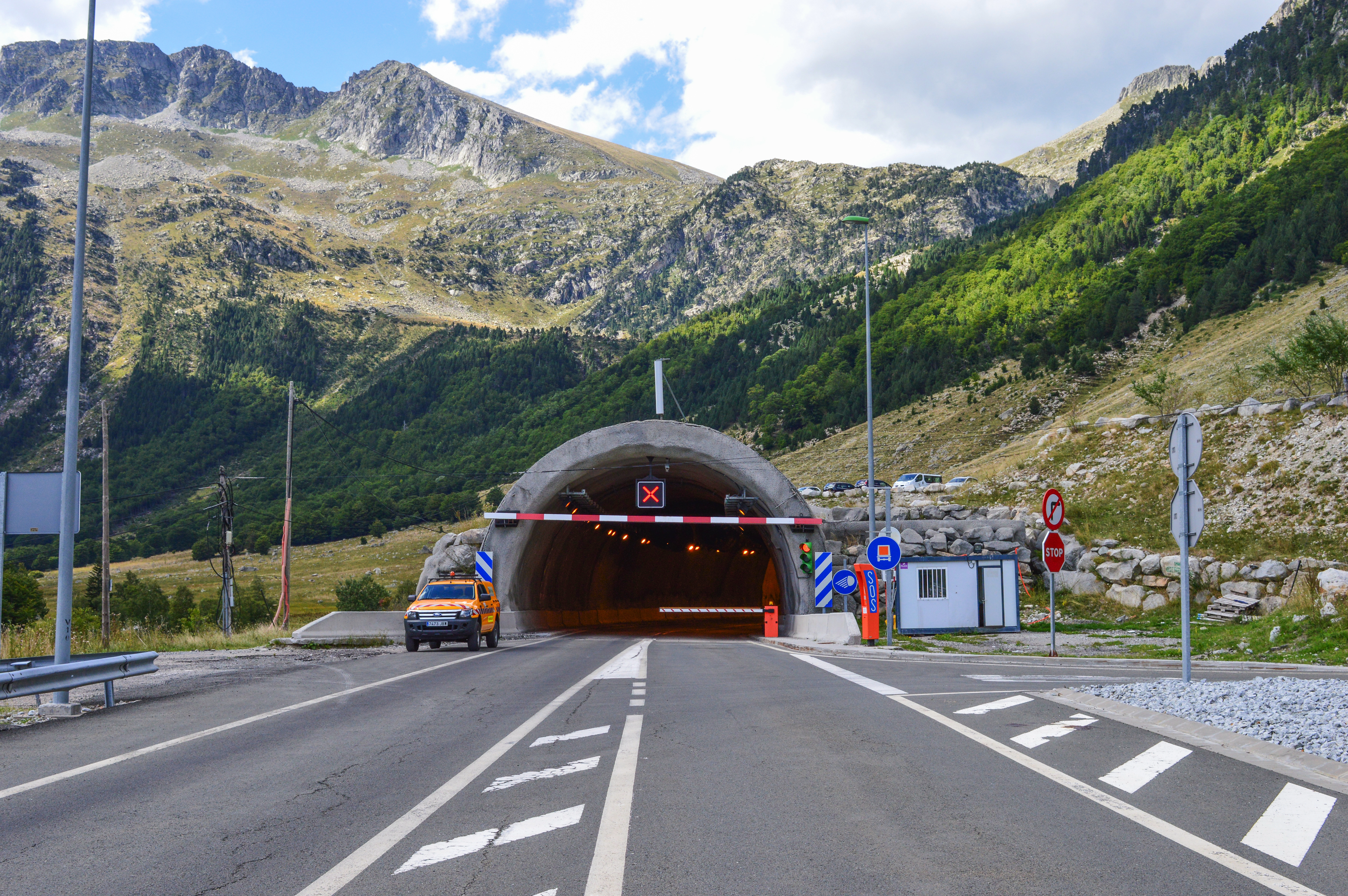
Zuidelijke toegang tot de oude tunnel Alfsonso XIII
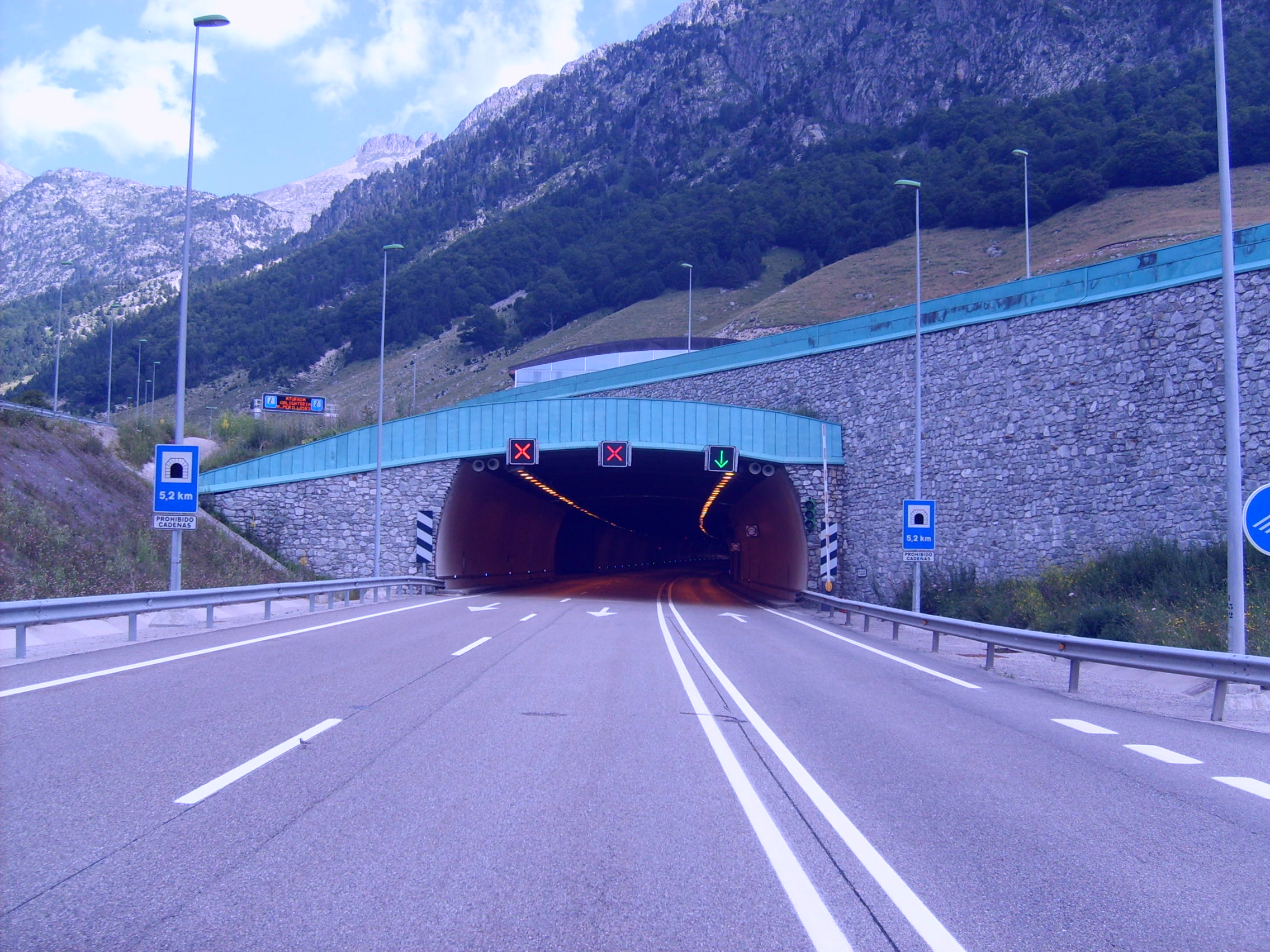
Zuidelijke toegang tot de nieuwe tunnel Juan Carlos I
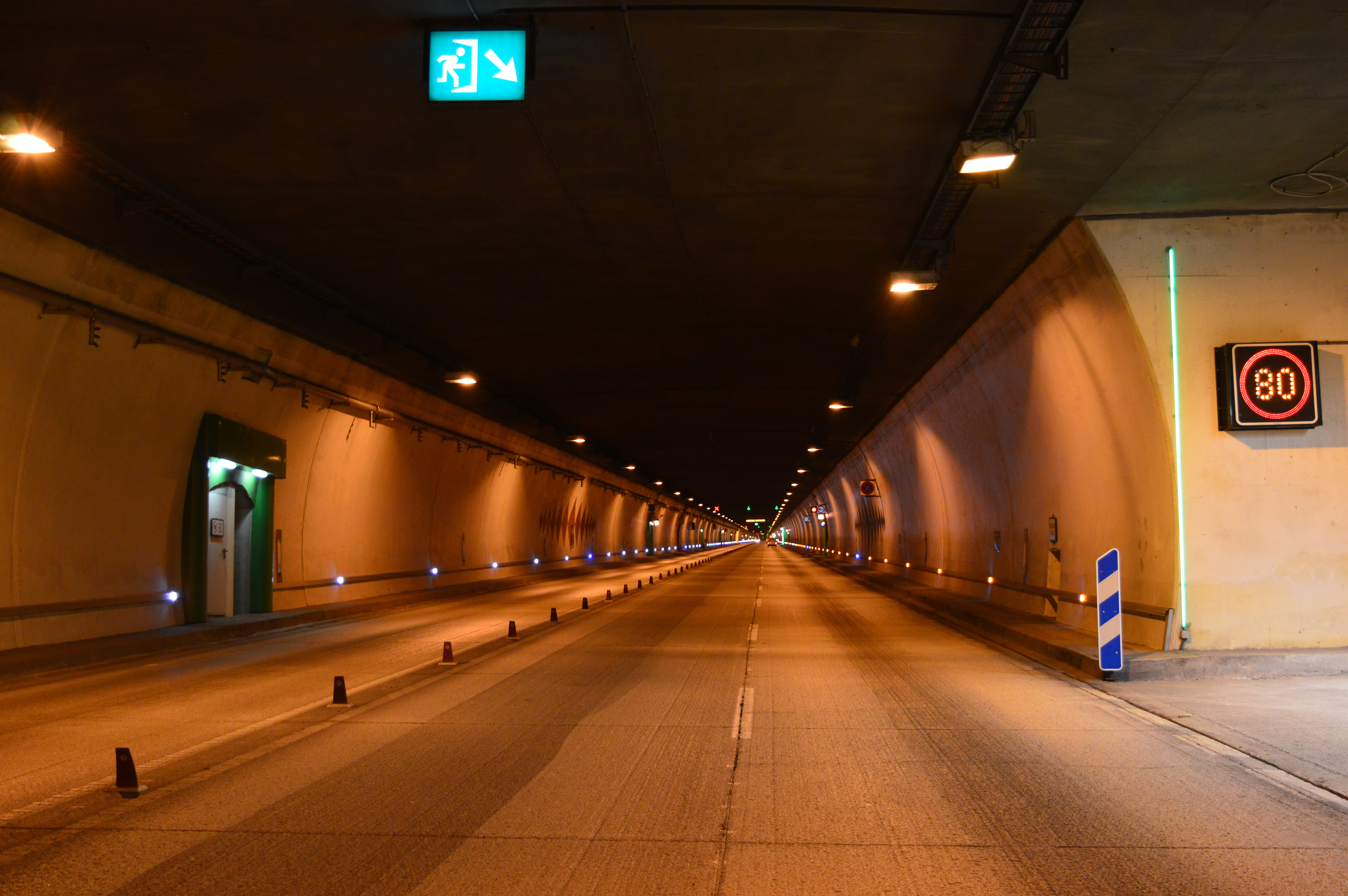
Interieur van de nieuwe tunnel
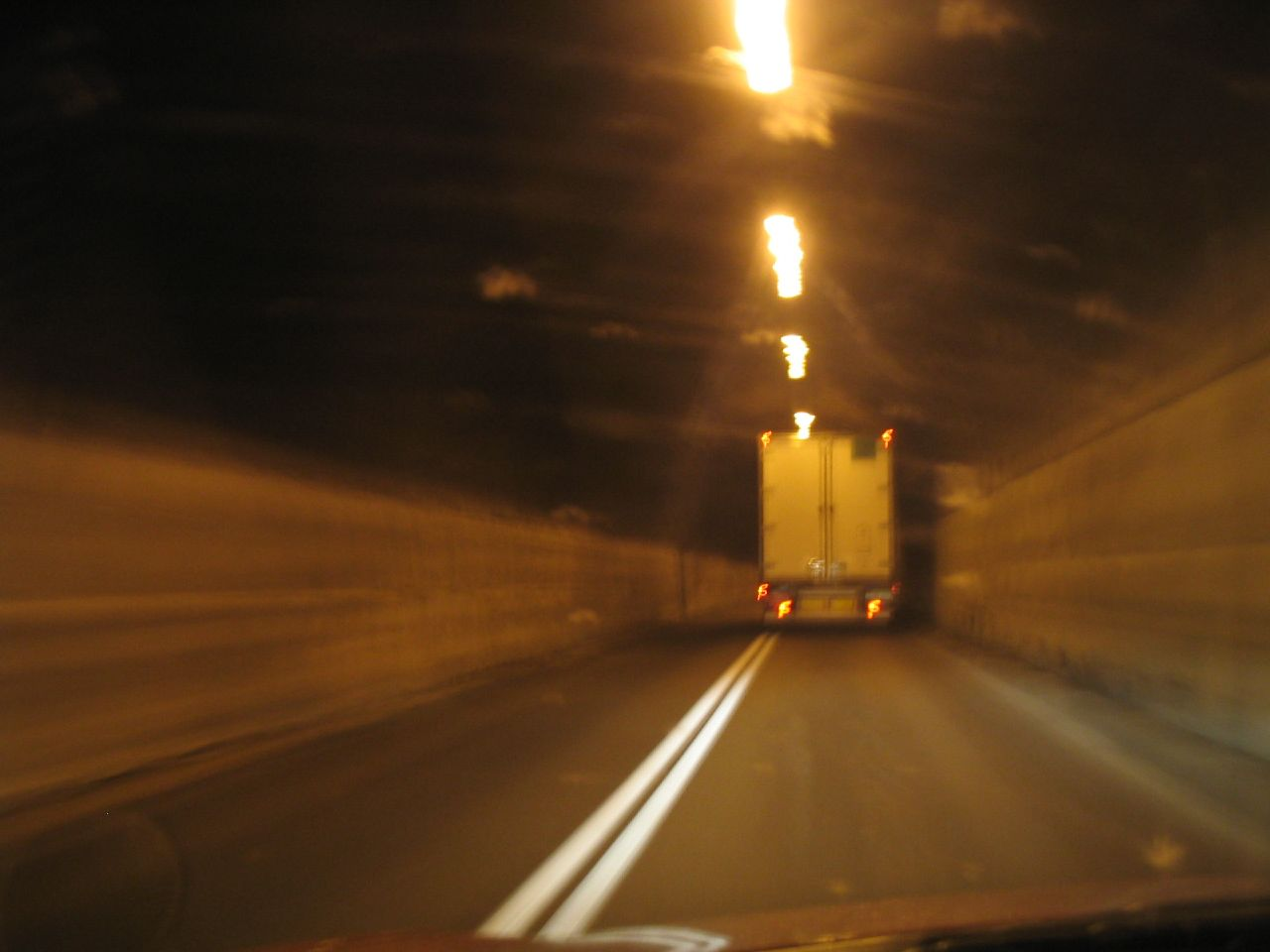
Interieur van de oude tunnel (2005)